# Super Strike Eagle
Super Strike Eagle, conhecido no Japão como F-15 Super Strike Eagle (Ｆ－１５スーパーストライクイーグル, F-15 Supa Sutoraiku Iguru), é um jogo lançado originalmente para o console Super Nintendo Entertainment System. Nele, pode-se pilotar o caça F-15, em missões da ONU em diversos países do mundo, durante o período da Guerra Fria. Possui um gráfico que o destaca dos demais jogos do mesmo console.